# Lourdes (film)
Lourdes is een Oostenrijks-Frans-Duitse film uit 2009, geschreven en geregisseerd door Jessica Hausner. De film ging in première op 5 september op het Filmfestival van Venetië waar hij verscheidene prijzen in de wacht sleepte.

## Verhaal
Christine is een rolstoelpatiënte met multiple sclerose. Om uit haar isolement te geraken, besluit ze een reis te maken naar het bedevaartsoord Lourdes in de Franse Pyreneeën, samen met andere mensen met verschillende aandoeningen. Tijdens het verblijf daar begint ze meer controle te krijgen in haar benen, in tegenstelling tot anderen die geloviger zijn dan haar. Haar medereizigers spreken al snel over een mirakel.

## Rolverdeling
| Acteur           | Personage     |
| ---------------- | ------------- |
| Sylvie Testud    | Christine     |
| Léa Seydoux      | Maria         |
| Bruno Todeschini | Kuno          |
| Elina Löwensohn  | Cécile        |
| Gilette Barbier  | mevrouw Hartl |
| Gerhard Liebmann | pater Nigl    |

## Prijzen en nominaties[1]
| Jaar | Prijs                                    | Categorie                         | Genomineerde(n)                                                   | Uitslag     |
| ---- | ---------------------------------------- | --------------------------------- | ----------------------------------------------------------------- | ----------- |
| 2009 | Europees filmfestival van Sevilla        | Golden Giraldillo - Best Film     | Jessica Hausner                                                   | Gewonnen    |
| 2009 | Filmfestival van Venetië                 | Sergio Trasatti Award             | Jessica Hausner                                                   | Gewonnen    |
| 2009 | Filmfestival van Venetië                 | Brian Award                       | Jessica Hausner                                                   | Gewonnen    |
| 2009 | Filmfestival van Venetië                 | FIPRESCI Prize                    | Jessica Hausner                                                   | Gewonnen    |
| 2009 | Filmfestival van Venetië                 | SIGNIS Award                      | Jessica Hausner                                                   | Gewonnen    |
| 2009 | Filmfestival van Venetië                 | Gouden Leeuw                      | Jessica Hausner                                                   | Genomineerd |
| 2009 | Viennale                                 | Vienna Film Award - Best Film     | Jessica Hausner                                                   | Gewonnen    |
| 2009 | Internationaal filmfestival van Warschau | Grand Prix                        | Jessica Hausner                                                   | Gewonnen    |
| 2010 | European Film Awards                     | Best Actress                      | Sylvie Testud                                                     | Gewonnen    |
| 2010 | RiverRun Film Festival                   | Jury Prize – beste cinematografie | Martin Gschlacht                                                  | Gewonnen    |
| 2011 | Guldbagge Awards                         | Bästa utländska film              | Jessica Hausner                                                   | Gewonnen    |
| 2011 | Österreichischer Filmpreis               | Bester Schnitt                    | Karin Ressler                                                     | Gewonnen    |
| 2011 | Österreichischer Filmpreis               | Beste Regie                       | Jessica Hausner                                                   | Genomineerd |
| 2011 | Österreichischer Filmpreis               | Bestes Drehbuch                   | Jessica Hausner                                                   | Genomineerd |
| 2011 | Österreichischer Filmpreis               | Bester Spielfilm                  | Martin Gschlacht, Susanne Marian, Philippe Bober, Jessica Hausner | Genomineerd |